# Rooie Flikkers

Roze driehoek

De Rooie Flikkers waren activisten die tussen 1975 en 1980 actief waren in de Nederlandse homobeweging. Net als de lesbische actiegroepen Paarse September en Lesbian Nation was het een beweging met een polemisch karakter. Hun acties en demonstraties haalden geregeld het landelijke nieuws.
De beweging werd opgericht in Nijmegen, maar in Amsterdam hielden ze ook activiteiten. Als symbool gebruikten de leden de roze driehoek, het herkenningsteken voor de vervolging van homoseksuelen tijdens de Tweede Wereldoorlog. De Rooie Flikkers hielden wetenschappelijke discussies, maar raakten vooral bekend om hun demonstraties en optredens, die vaak landelijke aandacht kregen.

## Ontstaan
Nijmegen had in de jaren '70 een bruisende studentencultuur. De onafhankelijke Studenten Vakbond had in deze stad haar uitvalsbasis en kende daarom een aanzienlijke groep van socialistische leden. Daarnaast was hier de Nijmeegse Jongeren Werkgroep Homoseksualiteit (NJWH) actief. Midden jaren zeventig kwam in de vrouwen- en homobeweging het idee op dat ook de reguliere linkse partijen niet voor bevrijding zouden zorgen. De homo-identiteit werd nu op een andere wijze ingevuld.
De ideologische onderbouwing voor deze homo-identiteit kwam uiteindelijk vanuit Duitsland. Tijdens de kerstvakantie van 1974 bezochten Nijmegenaren Thijs Maasen en Marty van Kerkhof een goede vriend in Berlijn. Daar kwamen ze in aanraking met de Duitse actiegroep Homosexuelle Aktion Westberlin (HAW), een beweging die bestond uit feministische en communistische activisten. Hier werd onder meer de gedachte geuit dat mannelijkheid en vrouwelijkheid fluïde zijn en dat homoseksualiteit op iedereen betrekking heeft.
Het tweetal keerde terug naar hun woonplaats Nijmegen en vertaalde daar een Duits artikel over homoseksuele onderdrukking. Het dertig pagina's tellende paper werd verspreid onder studenten in Nijmegen. Daarmee was de oprichting van Rooie Flikkers in 1975 een feit. In dit stuk en in latere publicaties uitten de activisten flinke kritiek, niet alleen op de burgerlijke seksuele moraal, maar ook op homobelangenorganisatie COC. In het COC-blad Sek benadrukten de Rooie Flikkers dat ze juist niet normaal wilden zijn, zoals tot dan toe de lijn van het COC was geweest:
“Niks geen aanpassingen aan de hetero's. We zijn niet fout. Nichterigheid is geen abnormaliteit." 

## Activiteiten en protesten
De eerste keer dat de Rooie Flikkers zich in het openbaar lieten zien, was op de Katholieke Pedagogische Academie Nijmegen. Daar zou in februari 1975 een voorlichting gegeven worden door psycholoog Gerard van den Aardweg, die homoseksuelen zag als mensen die genezen konden worden. Een groep van zeven man – opgemaakt met make-up en met spandoeken in de hand – ging naar de school en verstoorde daar de bijeenkomst. Uiteindelijk moest de politie ingrijpen en de protesterende jongeren wegsturen.    
Landelijke aandacht kregen de Rooie Flikkers enkele maanden later, in mei 1975. De actievoerders wilden op zaterdag 3 mei een herdenking houden voor omgekomen homoseksuelen in de Tweede Wereldoorlog. Hiervoor gaf de gemeente Nijmegen echter geen toestemming. De Rooie Flikkers besloten desalniettemin alsnog de straat op te gaan. Winkelend publiek aanschouwde het spektakel van de Rooie Flikkers in de Broerstraat. Daar hielden de actievoerders optredens, gekleed in jurken en herkenbaar met een roze driehoek. Een uur later werden acht mensen gearresteerd.
In de jaren die daarop volgden, hielden de Rooie Flikkers verschillende demonstratieve acties. Zo bezochten de leden in 1977 de nieuwjaarsrecepties van de universiteit en de gemeente Nijmegen. Eerst boden zij de rector een zweepje aan, omdat hij een tuchtrechtcommissie wilde instellen. Later op de dag gingen de Rooie Flikkers - gekleed in jurk - naar het stadhuis, waar ze de burgemeester een emmer en dweil gaven. Dit was naar aanleiding van de sluiting van een cruiseplek in stadspark 'De Goffert'. Uiteindelijk werden de leden naar buiten gewerkt.

## Einde van de beweging
De Rooie Flikkers stonden op het standpunt dat flikkers een eigen culturele identiteit hadden, die zij uitdroegen via een eigen blad onder de titel Mietje, alsmede via theater, muziek en filmfestivals. In navolging van de Rooie Flikkers ontstonden eind jaren zeventig ook andere flikkergroepen, zoals het Frysk Flikkerfront in Leeuwarden en de Roze Driehoek in Eindhoven. De Rooie Flikkers droegen zichzelf ten grave op een in 1980 door henzelf georganiseerd festival in de Melkweg in Amsterdam, getiteld 'Mannen Nietwaar?'.